# Santiago Denia Sánchez
Santiago Denia Sánchez, més conegut com a Santi, és un exfutbolista castellanomanxec, nascut a Albacete el 9 de març de 1974.

## Trajectòria
Format a les categories inferiors de l'Albacete Balompié, va arribar al primer equip el 1992 després de destacar a l'Albacete Atlético. Debuta a la màxima divisió en la campanya 92/93, en la qual ja es va fer un lloc titular en la defensa manxega, jugant 31 partits. Santi va ser una peça indiscutible del formatge mecànic en els tres anys que hi va romandre a l'equip blanc.
L'estiu de 1995 fitxa per l'Atlètic de Madrid, i eixe mateix any guanya el doblet Lliga-Copa, amb una destacada aportació de Santi, present en 37 partits. Amb els matalassers també seria titular fins al descens de la 99/00, encara que el nombre de partits baixava a poc a poc, fins als 28 partits d'aquesta temporada.
En les dues temporades que l'Atlético juga a Segona divisió, el manxec va perdre la titularitat, tot i que encara rondava la vintena de partits. De nou a Primera, va passar definitivament a la suplència.
A l'inici de la 2004/05 retorna a l'Albacete. Hi juga 12 partits i el seu equip baixa a Segona divisió. El defensa acompanyaria a l'equip manxec altres dues temporades a la categoria d'argent, per a retirar-se el 2007. En total, va disputar 298 partits en primera divisió i va marcar 8 gols.

## Palmarès

### Com a jugador
Atlètic de Madrid
- 1 Lliga espanyola: 1995-96
- 1 Copa del Rei: 1995-96
- 1 Segona Divisió: 2001-02

### Com a entrenador
Selecció espanyola sub-17
- 1 Campionat d'Europa sub-17: 2017

Selecció espanyola sub-19
- 1 Campionat d'Europa sub-19: 2019[1]

Selecció espanyola sub-23
- 1 Medalla d'or en els Jocs Olímpics: 2024[2]